# Sakata (Yamagata)
Pour les articles homonymes, voir Sakata.
Sakata (酒田市, Sakata-shi) est une ville de la préfecture de Yamagata, dans le nord de l'île de Honshū, au Japon.

## Géographie

### Situation
Sakata est située dans le nord de la préfecture de Yamagata, au bord de la mer du Japon.

### Démographie
En juin 2019, la population de la ville de Sakata était de 101 906 habitants répartis sur une superficie de 602,97 km2.

### Hydrographie
Le fleuve Mogami, long de 229 km, termine son cours en mer du Japon, dans l'ouest de Sakata. Dans le sud-ouest de la ville, le fleuve Aka, ancien affluent de rive gauche du fleuve Mogami, est connecté à la mer du Japon par un canal de dérivation creusé à travers les dunes de sable de la plaine Shōnai, durant les années 1920. La section de ce cours d'eau alimentant le Mogami est définitivement fermée depuis 1953,.

## Histoire
La ville moderne de Sakata a été fondée le 1er avril 1933. En 2005, les bourgs de Hirata, Matsuyama et Yawata fusionnent avec la ville.

## Culture locale et patrimoine
- Musée photographique Ken Domon

## Transports
La ville de Sakata est desservie par la ligne principale Uetsu de la JR East. La gare de Sakata est la principale gare de la ville.
L'aéroport de Shōnai est situé au sud de la ville.
La ville possède un port maritime, face à la mer du Japon.

## Jumelages
- Tangshan (Chine)
- Jeleznogorsk-Ilimski (Russie)

## Personnalités liées à la ville
- Honma Munehisa (1724-1803), négociant en riz
- Shūmei Ōkawa (1886-1957), écrivain
- Ken Domon (1909-1990), photographe
- Hiroshi Yoshino (1926-2014), poète
- Mikio Narita (1935-1990), acteur
- Akira Mizubayashi (1951-), écrivain
- Tokihiro Satō (1957-), photographe
- Atsushi Kaneko (1966-), mangaka